# Alakamisy Ambohimaha

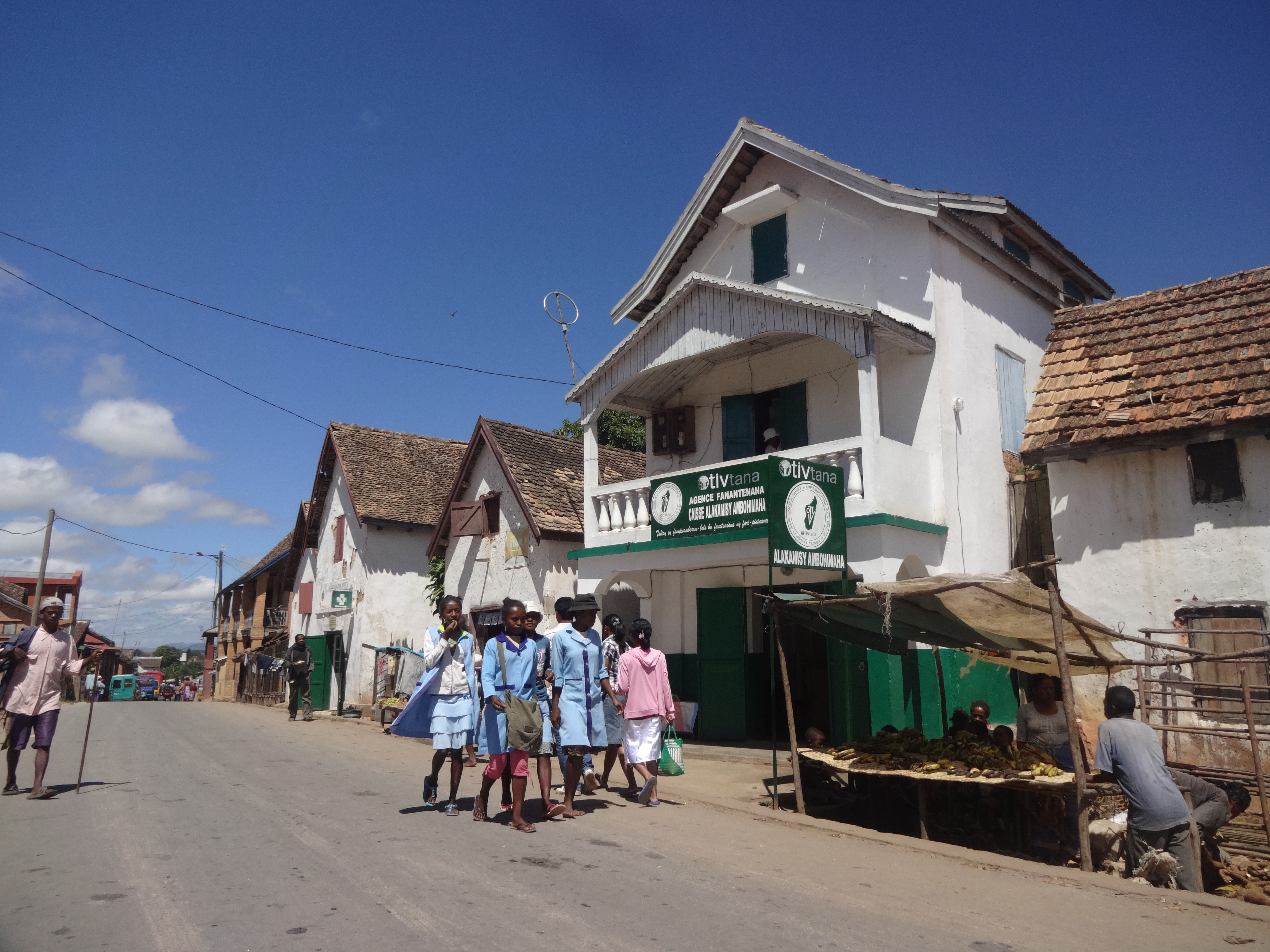
Alakamisy Ambohimaha

Alakamisy Ambohimaha is een plaats en commune in het zuiden van Madagaskar, behorend tot het district Fianarantsoa II, dat gelegen is in de regio Haute Matsiatra. Tijdens een volkstelling in 2001 telde de plaats 9.232 inwoners.
De plaats biedt naast lager onderwijs ook middelbaar onderwijs aan. 90 % van de bevolking werkt als landbouwer, 2% van de bevolking verdient zijn geld met de veeteelt. De belangrijkste landbouwproducten zijn rijst en druiven; andere belangrijke producten zijn bananen, zoete aardappelen en aardappelen. Verder is 8% actief in de dienstensector.